# Narol (gmina)
Narol [ˈnarɔl] (en ukrainien: Наріль, Naril’) est une commune urbaine-rurale de la Voïvodie des Basses-Carpates et du powiat de Lubaczów. Elle s'étend sur 203,6 km² et comptait 8 449 habitants en 2010. 

## Géographie

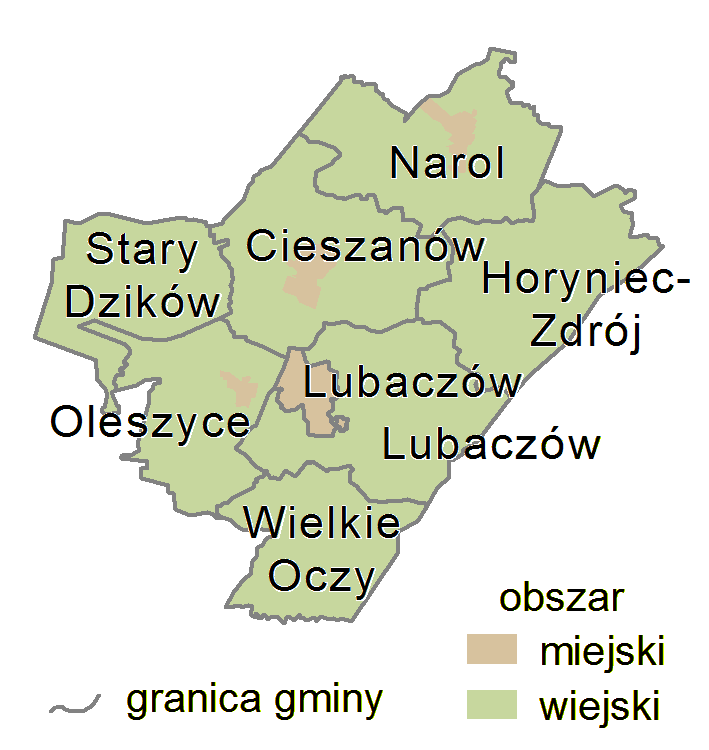
Carte du powiat (partie urbaine en marron et rurale en vert)